# بيكا روكولا
بيكا روكولا (بالفنلندية: Pekka Ruokola)‏ (مواليد 10 فبراير 1951) هو ملاكم فنلندي، مثّل بلاده في الألعاب الأولمبية الصيفية 1976.

## روابط خارجية
بيكا روكولا على موقع أوليمبيديا (الإنجليزية)